# Adam Goldstein
Adam Michael Goldstein (Philadelphia,  1973. március 30. – New York, 2009. augusztus 28.) DJ AM néven ismert, zsidó származású amerikai DJ.

## Élete
Adam Goldstein Philadelphiában született zsidó családban. Goldstein  úgy írta le apját, mint egy "hihetetlenül kegyetlen" ember, aki folyamatosan megalázta és bántalmazta őt és banki csalásért börtönbe is került.  
Goldstein 14 éves korában Los Angelesbe költözött édesanyjával, miután a szülei elváltak. Később édesapja meghalt AIDS okozta szövődményekben. Goldstein zenerajongó volt és 20 éves korában lett lemezlovas, majd később a különböző kábítószerek, különösen a crack rabja lett. 1997-ben öngyilkosságot kísérelt meg, sikertelenül. Olyan ismert személyekkel volt párkapcsolata, mint Nicole Richie és Mandy Moore színésznők vagy Jessica Stam modell.
Goldstein DJ AM néven lett ismert DJ, ami a két keresztnevére utal (Adam, Michael). Kezdetben barátainak, magánszemélyeknek és kluboknak zenélt. Karrierje egykori barátnője, Nicole Ritchie közbenjárása után szárnyalni kezdett. 2007 körül, akár 25000 dollárt is kapott egy fellépésért. Olyan ismert sztárok privát partijain lépett fel, mint Jim Carrey, Jessica Simpson, Jennifer Lopez, Ben Stiller, Leonardo DiCaprio, Christina Aguilera, Ashton Kutcher, Demi Moore és Kate Hudson. Goldstein olyan zenészek és együttesek lemezein is közreműködött, mint a Papa Roach, Madonna , Will Smith vagy Jay-Z. Goldstein a Blink-182 frontemberével Travis Barkerrel is dolgozott együtt. 2008-ban mindketten életveszélyesen megsérültek, mert rajta voltak azon a dél-carolinai  Learjet 60-as gépen ami a felszállás után lezuhant. A balesetben meghalt a repülő személyzete és további két utas.

## Halála
2009. augusztus 28-án Goldsteint holtan találták egy New York-i apartmanban. Az orvosszakértő megállapította, hogy a halálát kábítószer túladagolás okozta. Az "akut mérgezést" kokain, oxikodon, hidrokodon, lorazepám, klonazepám, alprazolám, difenhidramin és levamizol nevű drogok kombinációja okozta.

## Diszkográfia
Albumok
- Samantha Ronson & DJ AM – Challah (2003)
- Samantha Ronson & DJ AM – Challah Back (2003)

With Crazy Town
- Crazy Town – The Gift of Game (1999)
- Crazy Town – Darkhorse (2002)
- Crazy Town – The Brimstone Sluggers, Born to Raise Hell (feat. J. Angel és DJ AM),  featured artist, posthomusly  (2015)

DJ Mixek
- TRV$DJAM – Fix Your Face (2008)
- TRV$DJAM – Fix Your Face Vol. 2 (Coachella' 09) (2009)

Közreműködés
- Shifty Shellshock – Happy Love Sick (2004)
- Various Artists – DJ Darkzone Presents Club Stars (2005)
- N.A.S.A. – The Mayor (feat. The Cool Kids, Ghostface Killah, Scarface és DJ AM) (2009)
- Dilated Peoples – Neighborhood Watch (2004)
- Various Artists – Oorgasm 17 (2004)

Szkreccselés
- Matthew Strachan – Rock Serious Electric Roadshow (1993)
- Papa Roach – Infest (2000)
- Babyface – Face 2 Face (2001)
- Will Smith – Born to Reign (2002)
- Lady Sovereign – Public Warning (2006)
- Lady Sovereign – "Those Were the Days" (2007)
- N.A.S.A. – The Spirit of Apollo (2009)

Remixek
- Three 6 Mafia – "Stay Fly" (DJ AM Remix) (2007)
- Ashlee Simpson – "Outta My Head (Ay Ya Ya)" (DJ AM és Eli Escobar Remix) (2008)
- Johnny Cash – "Ring of Fire" (Team Canada Blend/DJ AM Edit) (2008)
- Weezer – "Troublemaker" (DJ AM és Eli Escobar Remix) (2008)
- The Guru Josh Project – "Infinity" (Final Mashup Mix) (2008)
- Chris Cornell – "Part of Me" (DJ AM Remix) (2008)
- AutoErotique – "Gladiator" (Steve Aoki VS. DJ AM Remix) (2009)
- Bell Biv DeVoe – "Poison" vs. Beastie Boys – "Intergalactic" (2009)

## Filmográfia
- 2005-2007 - Simple Life (sorozat) - önmaga
- 2005 - Punk’d (sorozat) - önmaga
- 2006 - Törtetők (sorozat) - önmaga
- 2007 - Gone Too Far (sorozat)  - önmaga
- 2009 - Downtown Calling (dokumentumfilm) - önmaga
- 2010 - Vasember 2. - önmaga

## Fordítás
- Ez a szócikk részben vagy egészben  a   DJ AM című angol Wikipédia-szócikk fordításán alapul.  Az eredeti cikk szerkesztőit annak laptörténete sorolja fel. Ez a jelzés csupán a megfogalmazás eredetét és a szerzői jogokat jelzi, nem szolgál a cikkben szereplő információk forrásmegjelöléseként.